# 82 Девы
m Девы (лат. m Virginis), 82 Девы (лат. 82 Virginis), HD 119149 — двойная звезда в созвездии Девы на расстоянии приблизительно 404 световых лет (около 124 парсек) от Солнца. Визуальная звёздная величина звезды — +5,01m. Возраст звезды определён как около 49,5 млн лет.

## Характеристики
Первый компонент — красный гигант спектрального класса M0, или M1+III, или M1,5III, или M2III, или Ma. Масса — около 6,473 солнечной, радиус — около 70,81 солнечного, светимость — около 887,925 солнечной. Эффективная температура — около 4966 K.
Второй компонент — красный карлик спектрального класса M. Масса — около 167,58 юпитерианской (0,16 солнечной). Удалён в среднем на 1,679 а.е..